# Bücheloh
Bücheloh is een dorp in de Duitse gemeente Ilmenau in Thüringen. De gemeente maakt deel uit van het Ilm-Kreis. Het dorp wordt voor het eerst vermeld in een oorkonde uit 1282.

## Geschiedenis
In 1994 fuseerde Bücheloh met de gemeenten Wümbach en Gräfinau-Angstedt tot de gemeente Wolfsberg, die op 6 juli 2018 opging in de gemeente Ilmenau. 
Bücheloh · Frauenwald · Gehren · Gräfinau-Angstedt · Heyda · Ilmenau · Jesuborn · Langewiesen · Manebach · Möhrenbach · Oehrenstock · Oberpörlitz · Pennewitz · Roda · Stützerbach · Unterpörlitz · Wümbach